# Johanneskirche (Lichtenberg)

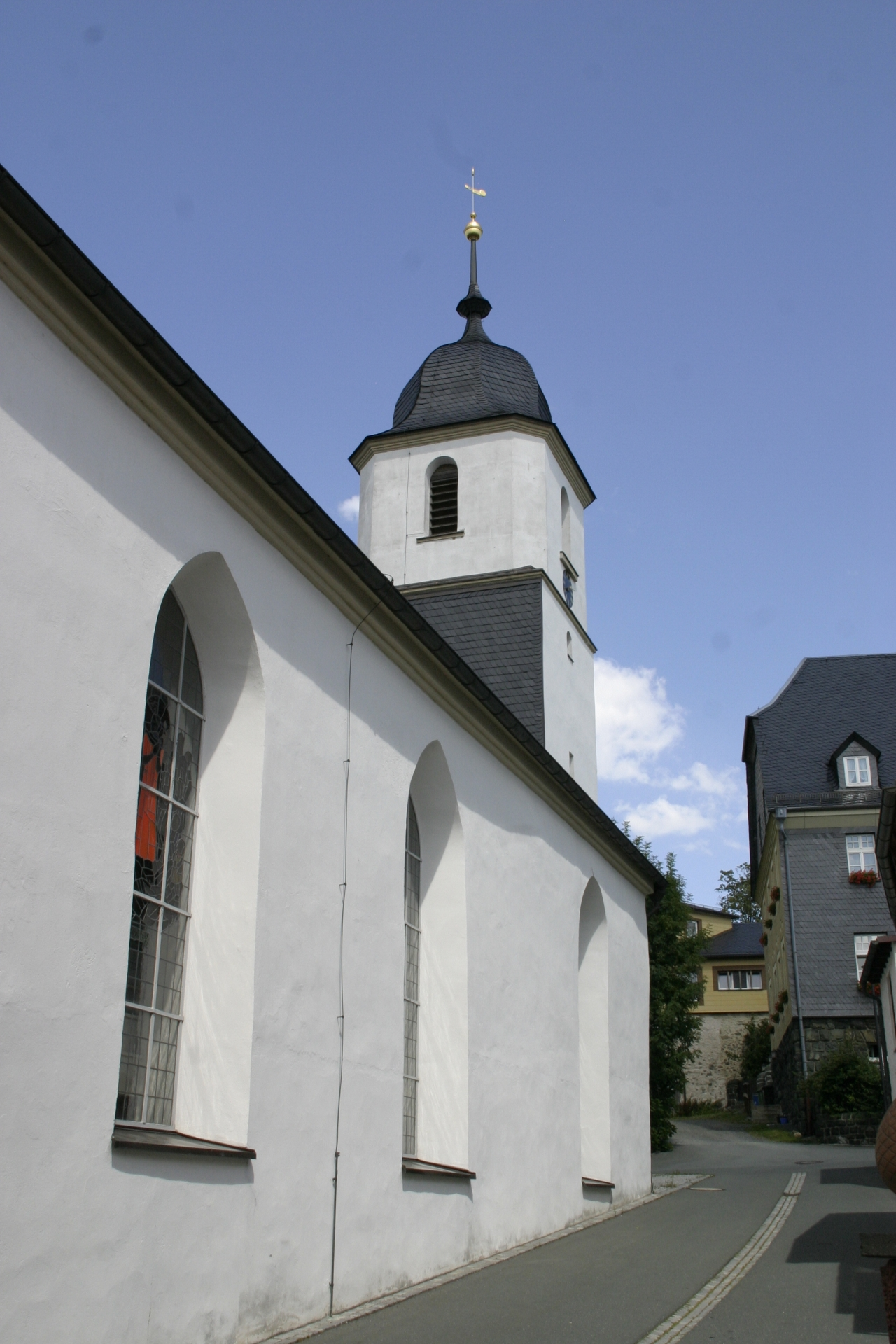
Johanneskirche Lichtenberg

Die Johanneskirche ist die evangelisch-lutherische Pfarrkirche der Stadt Lichtenberg.
Die Pfarrei Lichtenberg gehört zum Dekanat Naila.

## Geschichte

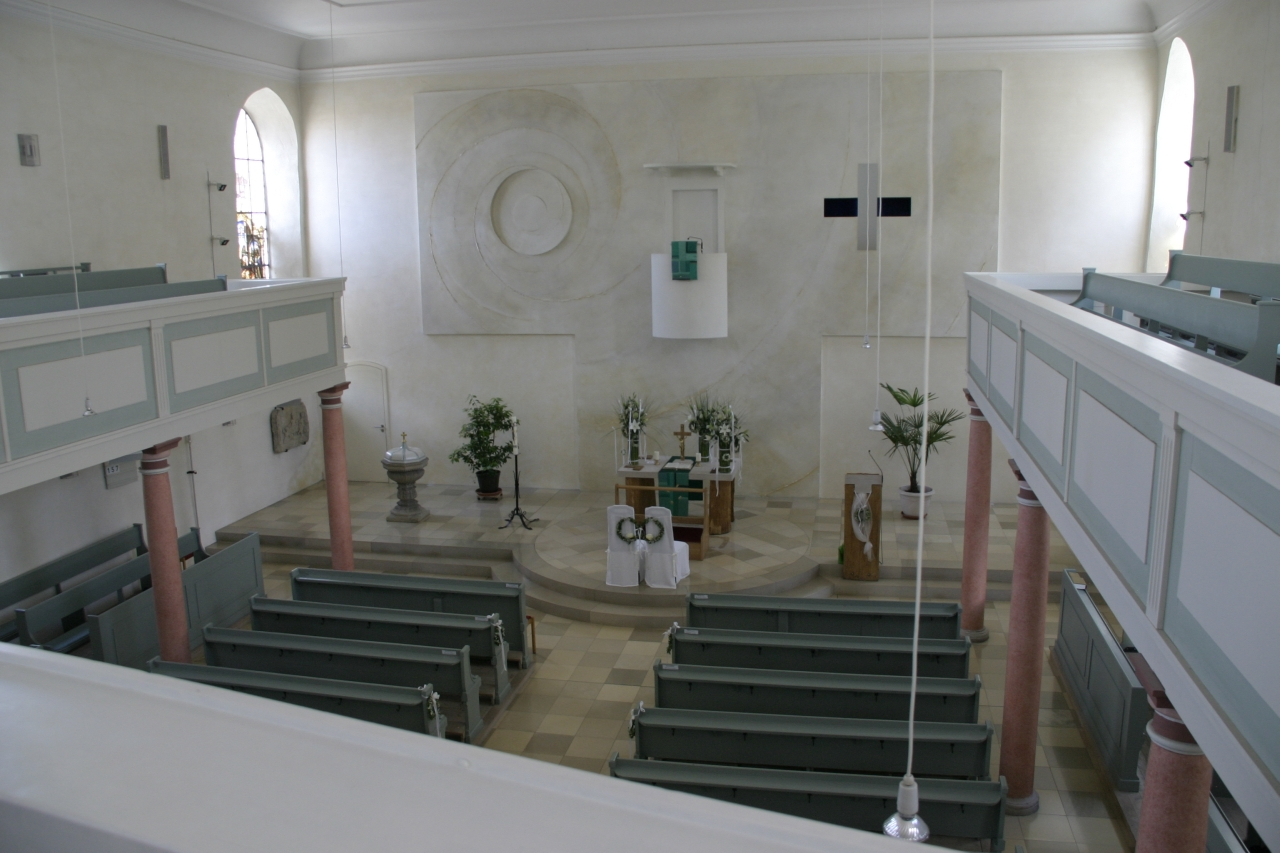
Johanneskirche Lichtenberg

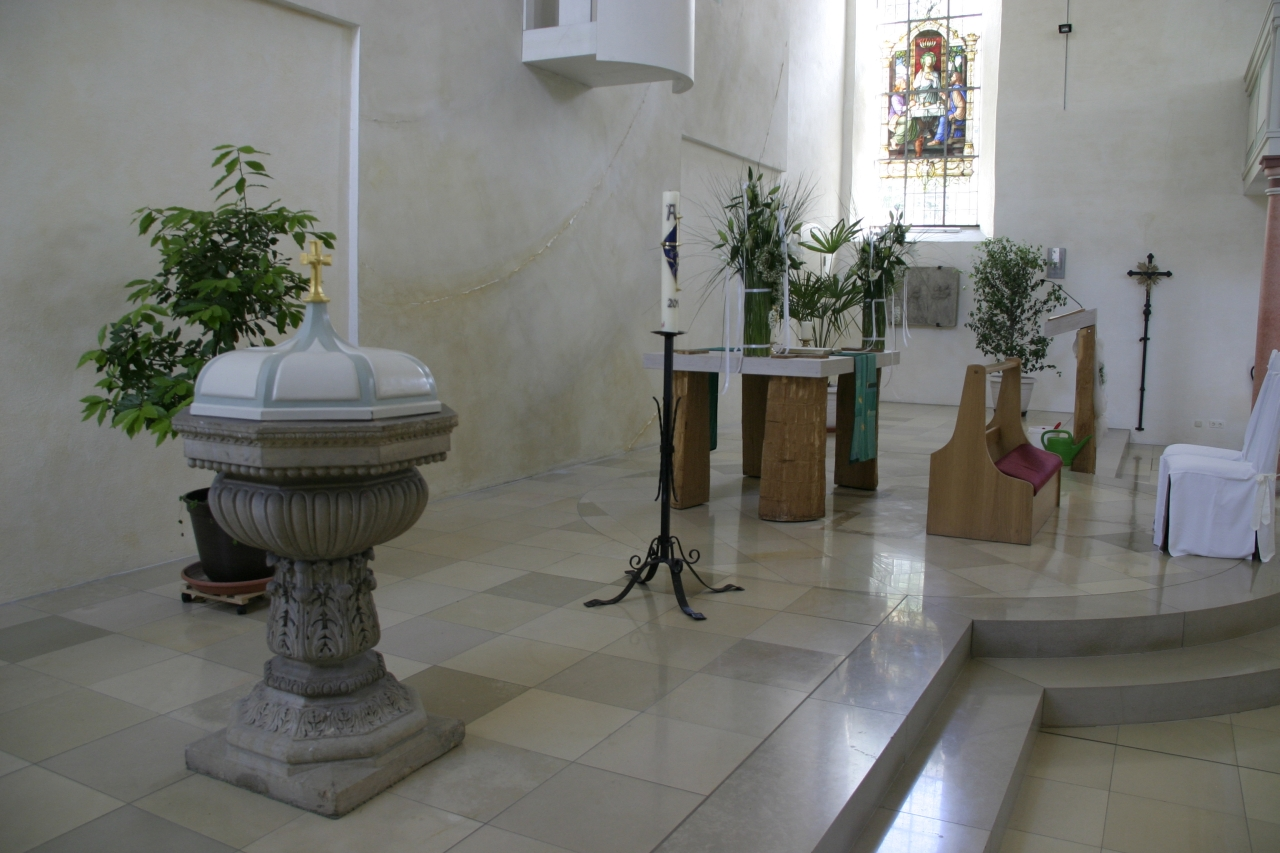
Johanneskirche Lichtenberg

Die Kirche wurde vor dem Jahre 1444 unterhalb der Burg erbaut. In diesem Jahr belagerte im Zuge der Waldenfelser Fehde ein Nürnberger Heer die Stadt und nutzte den Kirchturm als Standort für eine Kanone gegen die Verteidiger in der Burg.
Die vormalige Filialkirche von Steben wurde 1497 zu einer eigenständigen Kirchengemeinde erhoben. 1528 führte Hans von Waldenfels die Reformation ein. 1531 nahm er als markgräflicher Rat an den Beratungen des Schmalkaldischen Bundes teil.
Der evangelische Theologe Erhard Bodenschatz wurde 1576 in Lichtenberg geboren. Er gab die Florilegum Portense, eine Sammlung von 265 Motetten heraus, die von Johann Sebastian Bach benutzt wurden.
1580 wurde das Langhaus nach Norden erweitert und der Chorraum zugemauert. Dadurch entstand ein reformatorischer Saalbau.
1611 wollte Pfarrer Lang die calvinistische Lehre einführen, dem sich die Bürger aber widersetzten.
1634 brannte die Kirche ab, ihr Wiederaufbau dauerte damals 16 Jahre. Pfarrer Küffner (1690 bis 1722) schrieb gartenwissenschaftliche Aufsätze, der nach Norden in ungünstiger Lage ausgerichtete Pfarrgarten war damals ein Ziel von Gartenfreunden.
Weitere Brände 1738 und 1814 zerstörten die Kirche erneut. Diesen Bränden fielen alle historischen Kunstschätze in der Kirche zum Opfer.
1886 wurde ein Kanzelaltar errichtet, zwei doppelgeschossige Emporen beherrschten die erst gotische und dann barocke Kirche. Bei den Renovierungen von 1936 wurde der Chorraum wieder geöffnet.
1931 wurden zwei Stahlglocken nach Alt Moshi am Kilimandscharo in Tansania, dem vormaligen Deutsch-Ostafrika, verschenkt, in dem der deutsche Missionar Bruno Gutmann eine christliche Mission etabliert hatte. Daraus entstand ab 1990 eine Partnerschaft mit der dortigen Gemeinde Kidia, in der die Glocken von 1931 verwendet werden.
Von 1992 bis 1996 erfolgte eine Renovierung der Kirche, die nun wieder einen lutherischen Saalbau darstellt.
1997 wurde das Jubiläum 500 Jahre Kirchengemeinde Lichtenberg begangen.

## Einrichtung
Bei der letzten Renovierung bis 1996 erfolgte eine moderne Gestaltung des Altarraumes durch den Münchner Künstler Werner Mally. Der Altartisch im Zentrum dieses Altarraumes und das Lesepult bestehen aus 120-jähriger Eiche. Der alte Taufstein wurde integriert. Zehn rote Säulen, die die zehn Gebote versinnbildlichen, tragen die Empore.

## Orgel

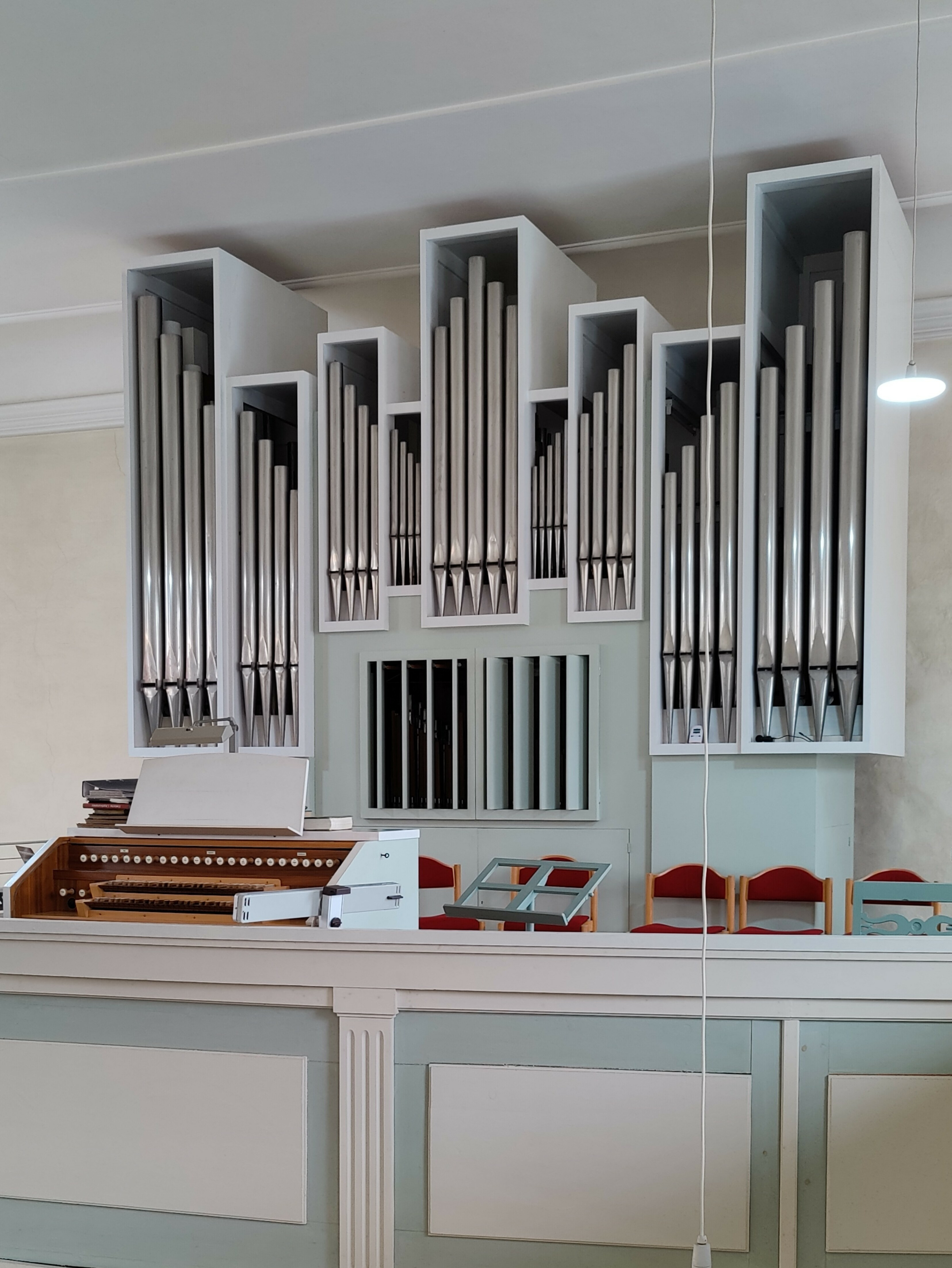
Die Simon-Orgel

Die Orgel auf der Empore ist ein Werk von Ekkehard Simon. Sie wurde 1974 erbaut und verfügt über 22 Register auf zwei Manualen und Pedal. Die Disposition lautet:
| I Hauptwerk C–g3 |              |
| Prinzipal        | 8′           |
| Koppelflöte      | 8′           |
| Oktave           | 4′           |
| Gemshorn         | 4′           |
| Nasat            | 2 ⁄3′        |
| Blockflöte       | 2′           |
| Terzsept         | 1 3⁄5′+1 ⁄7′ |
| Mixtur IV–V      | 1 ⁄3′        |
| Tremulant        |              |

| II Schwellwerk C–g3 |        |
| Gedackt             | 8′     |
| Rohrflöte           | 4′     |
| Quinte              | 2 ⁄3′  |
| Prinzipal           | 2′     |
| Terz                | 1 3⁄5′ |
| Zimbel III          | 1/2′   |
| Krummhorn           | 8′     |

| Pedal C–f1 |        |
| Subbaß     | 16′    |
| Oktavbaß   | 8′     |
| Gedacktbaß | 8′     |
| Baßzink II | 5 1⁄3′ |
| Choralbaß  | 4′     |
| Pommer     | 2′     |
| Trompete   | 8′     |

- Koppeln: II/I, II/P, I/P
- Bemerkungen: Schleiflade, mechanische Spiel- und Registertraktur